# Санта-Фе (остров)
Санта-Фе (исп. Isla Santa Fé) — остров в составе островов Галапагос. Британцы также назвали остров Баррингтон (англ. Barrington Island) в честь адмирала Самуэля Баррингтона.

## География
Площадь острова составляет 24,13 км², а наивысшая точка находится на высоте 259 м над уровнем моря. Санта-Фе расположен в центре архипелага, юго-восточнее острова Санта-Крус. В геологическом отношении является остатком щитовидного вулкана.
На острове обитает эндемичный вид семейства игуановых — бледный конолоф (Conolophus pallidus). На других островах архипелага встречаются лишь обыкновенные конолофы (Conolophus subcristatus).